# Merra (bergstopp)
Merra är en bergstopp i Schweiz. Den ligger i distriktet Thun och kantonen Bern, i den centrala delen av landet. Toppen på Merra är 1 954 meter över havet.
Den högsta punkten i närheten är Sigriswiler Rothorn, 2 051 meter över havet, nordöst om Merra. Närmaste större samhälle är Thun, 11,0 km väster om Merra.
I omgivningarna runt Merra växer i huvudsak blandskog och bergsängar.